# Phyllotreta oregonensis
Phyllotreta oregonensis är en skalbaggsart som först beskrevs av George Robert Crotch 1873.  Phyllotreta oregonensis ingår i släktet Phyllotreta och familjen bladbaggar. Inga underarter finns listade i Catalogue of Life.